# Greg Neish
Pour l’article homonyme, voir (16972) Neish.
Greg Neish (né le 5 septembre 1966 à High River, dans la province du Manitoba au Canada) est un joueur professionnel canadien de hockey sur glace.

## Carrière en club
En 1987, il commence sa carrière avec les Skipjacks de Baltimore dans la Ligue américaine de hockey. 

## Statistiques
| Saison    | Équipe                   | Ligue |    | Saison régulière | Saison régulière | Saison régulière | Saison régulière | Saison régulière |   | Séries éliminatoires | Séries éliminatoires | Séries éliminatoires | Séries éliminatoires | Séries éliminatoires |
| Saison    | Équipe                   | Ligue | PJ | B                | A                | Pts              | Pun              | PJ               | B | A                    | Pts                  | Pun                  |                      |                      |
| 1987-1988 | Skipjacks de Baltimore   | LAH   | 2  | 0                | 0                | 0                | 10               | -                | - | -                    | -                    | -                    |                      |                      |
| 1987-1988 | Chiefs de Johnstown      | AAHL  | 5  | 1                | 2                | 3                | 34               | 3                | 1 | 1                    | 2                    | 5                    |                      |                      |
| 1988-1989 | Lancers de la Virginie   | ECHL  | 42 | 18               | 17               | 35               | 151              | -                | - | -                    | -                    | -                    |                      |                      |
| 1989-1990 | Lancers de la Virginie   | ECHL  | 49 | 19               | 28               | 47               | 215              | 4                | 0 | 0                    | 0                    | 40                   |                      |                      |
| 1992-1993 | Rebels de Roanoke Valley | ECHL  | 39 | 14               | 16               | 30               | 149              | -                | - | -                    | -                    | -                    |                      |                      |
| 1990-1991 | Nighthawks de New Haven  | LAH   | 2  | 1                | 0                | 1                | 0                | -                | - | -                    | -                    | -                    |                      |                      |
| 1991-1992 | Lancers de la Virginie   | ECHL  | 3  | 0                | 0                | 0                | 14               | -                | - | -                    | -                    | -                    |                      |                      |
| 1992-1993 | Thunder de Wichita       | LCH   | 34 | 16               | 17               | 33               | 212              | -                | - | -                    | -                    | -                    |                      |                      |
| 1993-1994 | Thunder de Wichita       | LCH   | 55 | 15               | 21               | 36               | 325              | 10               | 1 | 4                    | 5                    | 53                   |                      |                      |
| 1994-1995 | Thunder de Wichita       | LCH   | 59 | 12               | 19               | 31               | 337              | 10               | 1 | 2                    | 3                    | 99                   |                      |                      |